# 고래사냥 (영화)
《고래 사냥》(Whale Hunting)는 한국에서 제작된 배창호 감독의 1984년 드라마 영화이다. 김수철 등이 주연으로 출연하였고 강대진 등이 제작에 참여하였으며 김수철이 분한 병태 역은 개그맨 이원승이  거론됐다.

## 시놉시스
대학생 병태는 우연한 기회에 노숙자 민우를 만났다. 그 이후 둘이 같이 다니다가 병태는 여인촌에서 매춘부로 있는 춘자를 빼내어 도망치고 이에 여인촌 사장의 추격이 시작된다. 병태와 춘자의 도주를 민우가 동행하며 도와주며 결국 여인촌 사장을 따돌리고 무사히 춘자의 고향에 도착했다.

## 출연

### 주연
- 김수철 병태 역
- 이미숙 춘자 역
- 안성기 민우 역

### 조연
- 이대근 여인촌사장 역
- 황건
- 남포동
- 이해룡
- 지계순
- 김은선
- 최재호
- 남수정
- 박용팔
- 최성관
- 안진수
- 김신명
- 장인한
- 이장미
- 곽건
- 김수경
- 김경란
- 전현숙

## 기타
- 원작자: 최인호
- 제작부장: 윤오중
- 촬영부: 송행기
- 촬영부: 김재익
- 촬영부: 이준석
- 조명: 손한수
- 조명부: 박장순
- 조명부: 남궁대흥
- 스크립터: 이윤옥
- 조감독: 이명세
- 조감독: 오덕제
- 조감독: 김상범
- 조감독: 윤대일
- 녹음: 김병수
- 미술: 김유준
- 사진연출: 김중만
- 효과: 김경일